# Chrysomela populi
Chrysomela populi là một loài bọ cánh cứng trong họ Chrysomelidae. Chúng này được Linnaeus miêu tả khoa học đầu tiên năm 1758. Đây là loài gây hại phát triển phổ biến ở Uzbekistan.

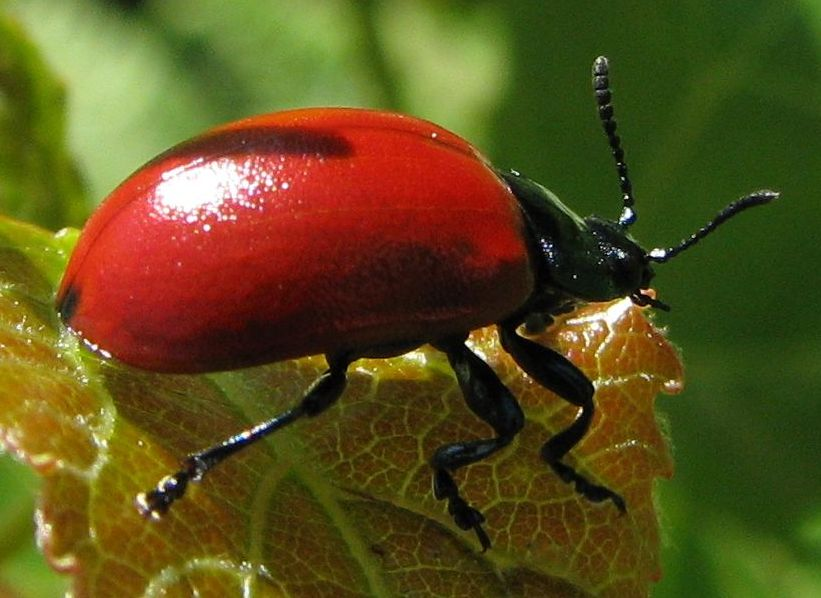
Một đốm đen nhỏ ở phía sau